# Microregiunea Bicske
Microregiunea Bicske (în maghiară Bicskei kistérség) a fost o microregiune statistică (kistérség) din județul Fejér, Ungaria.
Cu o populație de 38.154 locuitori și o suprafață de 618,73 km2, aceasta a existat până în 2014, când în Ungaria, microregiunile ”kistérségek” au fost înlocuite de districte (járások).